# MÁV 220 sorozat
A MÁV Ia. osztályú, később MÁV 220 sorozatú gőzmozdonyai az első hazai gyártású gyorsvonati mozdonyok voltak, melyek jól beváltak és nagy darabszámban készültek.

## Kifejlesztése
A MÁV első gyorsvonatait a II. osztályú (később 238 sorozatú) 1B tengelyelrendezésű személyvonati mozdonyai továbbították. Ezek legnagyobb sebessége 55 km/h, mely hamarosan kevésnek bizonyult és ráadásul ennél a sebességnél is nyugtalanul futottak. A teljesítményük is egyre kevésbé felelt meg. A MÁV első gyorsvonati mozdonyai, az 1873-ban elkészült 2'B tengelyelrendezésű I. osztályú (később 259 sorozatú) mozdonyok már forgalomba állításukkor is gyengének bizonyultak. Átmenetileg néhány II. osztályú mozdonyt alakítottak át nagyobb sebességre alkalmassá téve (IIb. osztály, később 240 sorozat), de ez túl költséges és a kazán méreteinek változatlansága miatt semmiképpen sem végleges megoldás lehetett csak. Így 1879-ben döntés született egy, a célnak megfelelő típus beszerzéséről. Az új, jóval nagyobb teljesítményű gyorsvonati mozdony a Bécsújhelyi Mozdonygyár által az osztrák Kaiser Franz-Josephs-Bahn (KFJB) részére szállított és ott igen jól bevált 201–213 pályaszámcsoportú 2'B tengelyelrendezésű mozdonyok tervei alapján, azok kismértékű módosításával született. Mivel a MÁV Gépgyár ekkor még nem rendelkezett elegendő mozdonytervezési tapasztalattal (ebben az évben készült csak el az első saját tervezésű mozdonytípusa), ezért a terveket MÁV Igazgatósága készítette el és bocsátotta Gépgyár rendelkezésére. A Gépgyárban A1I (a későbbi jelölési rendszer szerint 101) szerkezetszámot kapott, a MÁV-nál Ia. osztályba sorolt mozdonytípus első hat példánya 1881-re készült el és a 183–188 pályaszámokat kapták.

## Szerkezete
A mozdonyok a Kaiser Franz-Josephs-Bahn 201–213 pályaszámcsoportú mozdonyaival azonos szerkezettel, nagyrészt milliméterre azonos méretekkel készült. Számottevő eltérést a hosszkazán csőbeosztásában és a gőzhengerek (és ezzel  összefüggésben a forgattyúk) méreteiben fedezhetők fel.

### Kazán
Az Ia. osztályú mozdonyok állókazánjának és a tűzszekrényének méretei megegyeztek a KFJB mozdonyainak adataival. A 14, 16 és 20 mm-es lemezekből készült porosz-, más néven Becker-rendszerű állókazánnal készültek, melyet a hátsó kapcsolt tengely fölött helyezték el. A két részből álló rostély 1/4,3-as esésű, első része mozgatható. A 14 mm-es folytvas lemezekből szegecseléssel készült hosszkazán befoglaló méretei, azaz az 1330 mm belső átmérő és a csőfalköz 4000 mm-es hossza szintén azonosak a KFJB-mozdonyokéval. A hosszkazán első övén helyezték el a gőzdómot, melyre közvetett terhelésű rugómérleges biztonsági szelepet szereltek. A kazán nyomása 10,5 bar lett. A mintaként választott típustól eltérően a hosszkazánba nem az addigi MÁV-típusoknál is általánosan alkalmazott és az 1890-es évektől újra szabványosnak tekinthető 46,5/52 mm-es, hanem kisebb, 40,5/46 mm átmérőjű folytvas tűzcsöveket építettek be. A kisebb csőátmérő a csövek darabszámának növelését tette lehetővé, az Ia. osztály esetében 220 db-ra. A hosszkazánhoz rövid, 818 mm hosszúságú füstszekrény csatlakozik. A füstszekrényben amerikai rendszerű szikrafogót és ún. békaszájú kifúvófejet helyeztek el, mely Prüssmann-rendszerű kéményhez csatlakozik. A füstszekrény és a kémény méretei újra megegyeztek a KFJB-mozdonyokéval, akárcsak a kazánt vízzel tápláló 1–1 db 7, illetve 9 mm-es nyílású Friedmann-rendszerű, SZ. osztályú nem szívó, ún. „restarting” frissgőz-lövettyű.

### Gépezet
A gőzhengereket a kereten kívül helyezték el. A hengerek átmérőjét az eredeti terveken szereplőhöz képest 450 mm-re, míg a dugattyú lökethosszát 650 mm-re növelték. Ezek a méretek – a később gyártott mozdonytípusokkal összevetve – a kazán teljesítményéhez képest viszonylag nagyok voltak. Ez viszonylag alacsony, 54 km/h-s leggazdaságosabb sebességet jelentett, viszont így akár 14‰-es pályákon is megfelelő teljesítményt nyújtottak. A lökethossz növelése a nagyobb sebességeknél mérsékelte a gépezet igénybevételét. A mozdony hengerei az első kapcsolt kerékpárt hajtották. A vezérmű, mely szintén a kereten kívülre került, nyitott Stephenson-rendszerű , a tolattyúk akkor még hagyományos kagylós síktolattyúk voltak. A vezérmű méretei és beállításai a KFJB-mozdonyokét követték. A kormányvonórudat Essig–Carmine-rendszerű, emeltyűvel kombinált kormánycsavarral szabályozták.

### Keret és futómű
A keret és futómű méretei szintén a KFJB-mozdonyokénak megfelelőek. Az idehaza először ennél a típusnál alkalmazott 1680 mm-es hajtókerékváz- és a 895 mm-es futókerékváz-átmérők a MÁV gyorsvonati mozdonyainak szabványméretei lettek. Az Ia. osztályú mozdonyok a MÁV korábbi Sigl-tervezésű mozdonyaihoz hasonlóan külső kerettel készültek. A keret szokatlanul vastag, 35 mm-es folytvas lemezekből szegecseléssel készültek. A hajtott kerékpárok hordrugóit a tengelyek vonala helyezték el és egymással himbák kötötték össze. A hajtott tengelyek végeire e típus esetében is Hall-rendszerű forgattyúnyak-csapágyas forgattyúkat szereltek. Az elülső futókerékpárokat úgynevezett Kamper-rendszerű forgóvázba ágyazták, melynek forgástengely jóval a forgóváz mögött volt, míg a forgóvázkeretet vezetőrudak kötötték össze a mozdony mellgerendájával. A típus legnagyobb sebessége a magyar vasutakon először elérte a 90 km/h-t.

### Segédberendezések
A mozdonyra kezdetben egyáltalán nem szereltek fékberendezést, csak a forgalomba helyezés után kaptak Hardy-rendszerű légűrféket, majd az 1890-es években Westinghouse-rendszerű légféket. A féktuskók a mozdony hajtott kerékpárjait hátulról fékezték, míg a futóforgóváz kerékpárjai a MÁV mozdonyainál szokásos módon fékezetlenek voltak. Kedvezőtlen tapadási viszonyok esetén kézi rudazatos, kúpkerekes homokoló juttatott homokot a kapcsolt kerékpárok elé. A mozdonyokat gőzfűtési rendszerrel is ellátták.

### Szerkocsi
Az Ia. osztályú  mozdonyokhoz a korábbi Sigl-mozdonyokkal azonos háromtengelyes, a MÁV Gépgyárban S 8 szerkezetszámmal, az Államvasutaknál 1911-től A típusként jelölt szerkocsi készült. A szerkocsira egy 13″-os Westinghouse-rendszerű függőleges fékhengert szereltek és minden kerékpárját egy oldalról (hátulról) fékezték. Az összes féktuskóerő  az üres szerkocsi súlyának 117,5, a teljesen rakotténak 46,7%-a volt.

## Az első tapasztalatok
Az első hat Ia. osztályú mozdonyt a MÁV akkori legjelentősebb vonalain Budapest–Ruttka, illetve a  Budapest–Hatvan–Miskolc közötti gyorsvonatok továbbítására osztották be. A mozdonyok teljesítménye teljesen megfelelőnek bizonyult, azonban a 13,65 tonnás tengelyterhelés és 44,9 tonna össztömege miatt még nem volt minden fővonalon közlekedtethető, így a mozdonyok sorozatgyártása helyett egyelőre az Ia. osztály könnyített változatát, az Id. osztályú (később 221 sorozatú) mozdonyokat rendelték nagyobb mennyiségen. Az 1880-as években a már említett hat mozdonyon kívül csak tíz db Ia. osztályú mozdony készült ebben az időszakban. Ezeket a 708–717 pályaszámokkal ellátott mozdonyokat a bécsújhelyi Sigl cég szállította. E példányok kéménye az előzőektől eltérően ún. gólyafészkes kivitelű volt. Mivel az első hat Ia osztályú mozdonyon alkalmazott Kamper-rendszerű forgóváz Magyarországon nagyobb sebességeknél nem vált be, ezért innentől kezdve a mozdonyokat már fixen, a forgóváztengelytáv felénél rögzített félgömbcsapos forgóvázzal készítették. A forgócsapot fixen a keretbe rögzítették. Utólag az első példányokat is ilyen kivitelűre alakították át. A típus engedélyezett vonatterheléseit a MÁV számításokkal az alábbiak szerint állapította meg:
| Az Ia. osztályú mozdonyok engedélyezett vonatterhelései | Az Ia. osztályú mozdonyok engedélyezett vonatterhelései | Az Ia. osztályú mozdonyok engedélyezett vonatterhelései | Az Ia. osztályú mozdonyok engedélyezett vonatterhelései | Az Ia. osztályú mozdonyok engedélyezett vonatterhelései | Az Ia. osztályú mozdonyok engedélyezett vonatterhelései | Az Ia. osztályú mozdonyok engedélyezett vonatterhelései | Az Ia. osztályú mozdonyok engedélyezett vonatterhelései |
| Pálya- emelkedés                                        | 30 km/h                                                 | 40 km/h                                                 | 50 km/h                                                 | 60 km/h                                                 | 70 km/h                                                 | 80 km/h                                                 | 90 km/h                                                 |
| ------------------------------------------------------- | ------------------------------------------------------- | ------------------------------------------------------- | ------------------------------------------------------- | ------------------------------------------------------- | ------------------------------------------------------- | ------------------------------------------------------- | ------------------------------------------------------- |
| 0‰                                                      | 1261 t                                                  | 844 t                                                   | 559 t                                                   | 379 t                                                   | 251 t                                                   | 166 t                                                   | 107 t                                                   |
| 5‰                                                      | 439 t                                                   | 322 t                                                   | 231 t                                                   | 167 t                                                   | 115 t                                                   | 76 t                                                    | 46 t                                                    |
| 10‰                                                     | 241 t                                                   | 177 t                                                   | 126 t                                                   | 89 t                                                    | 58 t                                                    | 34 t                                                    | –                                                       |
| 16‰                                                     | 141 t                                                   | 99 t                                                    | 66 t                                                    | –                                                       | –                                                       | –                                                       | –                                                       |
| 25‰                                                     | 70 t                                                    | –                                                       | –                                                       | –                                                       | –                                                       | –                                                       | –                                                       |

## A sorozatgyártás és a mozdonyok fénykora
A MÁV vasútvonalainak fokozatos átépítése az 1880-as évek végére végre lehetővé tette az Ia. osztályú mozdonyok sorozatgyártását.
A sorozatgyártású mozdonyok a MÁV Gépgyár 30. szerkezetszámot kaptak, emellett 4-4 db mozdonyt a Floridsdorfi Mozdonygyár és a Bécsújhelyi Mozdonygyár is szállított. Ezeknél a mozdonyoknál a kazán nyomása (korábbiaktól a már említett módon) 12 barra növekedett, továbbá a szikraszórás csökkentésére a füstszekrény hosszát 1700 mm-re növelték. Ez a módosítás a mozdonytípus küllemét is jelentősen megváltoztatta. A füstszekrénybe ún. amerikai rendszerű szikrafogót szereltek, a kémény Prüssmann-rendszerű lett.  A kapcsolt kerékpárok hordrugói a könnyebb cserélhetőség érdekében a tengelyek fölé kerültek, valamint tömegcsökkentési céllal a keretlemezek vastagságát 30 mm-re csökkentették.
Ugyan a vonat terhelésének fokozatos növekedése miatt már az utódtípus (Ie. osztály, később 222 sorozat) tervezését is megkezdték, mégis nagy mennyiségben rendelték az Ia. osztályú mozdonyokat:
- 1890-ben 10 db,
- 1891-ben 7 db,
- 1894-ben 8 db,
- 1895-ben 34 db,
- 1896-ban 20 db,
- 1897-ben 41 db,
- 1898-ban 26 db,
- 1899-ben 20 db,
- 1900-ban 15 db Ia. osztályú mozdonyt vett át a MÁV.

Figyelemre méltó, hogy az utód Ie. osztály gyártásával egy időben is tovább folytatódott a gyártás és 197 db-os állományával az Ia. osztály lett a MÁV legelterjedtebb személyszállító vonati mozdonytípusa, mely nemcsak sík- de dombvidéki vonalak vonatait is megbízhatóan továbbította.
 A sorozatgyártású mozdonyokat 1891-ig a 723–732, 739–742 és 1251–1253 pályaszámcsoportokba sorolták, majd valamennyi Ia. osztályú mozdony átkerült a 11–207 pályaszámcsoportba.
A mozdonyok 1894-ben új hadijelet kaptak, mely az első harminchárom példány típus esetén  {\displaystyle {\tfrac {\mathrm {II\ 275} }{\mathrm {B} _{2}}}},
a többi járműnél  {\displaystyle {\tfrac {\mathrm {II\ 275} }{\mathrm {B} _{3}}}}  lett.
1895-ben a Kassa–Oderbergi Vasút szintén rendelt 3 db Ia. osztályú mozdonyt, majd 1898-ban még kettőt, melyeket a 41–45 pályaszámokat kapták. A típus utolsó mozdonyait a MÁV Gépgyár 1905-ben szállította a Pécs–Barcsi Vasút részére. E mozdonyok MÁV-os cégjelet és az Ia. osztály 208–211 pályaszámait kapták.
Az Ia. osztályú mozdonyok gyártását az alábbi táblázat foglalja össze:
| Az Ia. osztály (MÁV 220 sorozat) gyártási adatai | Az Ia. osztály (MÁV 220 sorozat) gyártási adatai | Az Ia. osztály (MÁV 220 sorozat) gyártási adatai | Az Ia. osztály (MÁV 220 sorozat) gyártási adatai | Az Ia. osztály (MÁV 220 sorozat) gyártási adatai | Az Ia. osztály (MÁV 220 sorozat) gyártási adatai | Az Ia. osztály (MÁV 220 sorozat) gyártási adatai | Az Ia. osztály (MÁV 220 sorozat) gyártási adatai |
| Gyártó                                           | Mozdony szerkezet- szám                          | Szerkocsi szerkezet- szám                        | Vasút                                            | Pályaszám 1891-ig                                | Pályaszám 1891–1911-ig                           | Pályaszám 1911-től                               | Gyártási év                                      |
| ------------------------------------------------ | ------------------------------------------------ | ------------------------------------------------ | ------------------------------------------------ | ------------------------------------------------ | ------------------------------------------------ | ------------------------------------------------ | ------------------------------------------------ |
| MÁV Gépgyár                                      | A1I (101)                                        | [ 7 ]                                            | MÁV                                              | 183–188                                          | 11–16                                            | 220,001–006                                      | 1881.                                            |
| Lf. v. Sigl                                      | 74.                                              |                                                  | MÁV                                              | 708–717                                          | 17–26                                            | 220,007–016                                      | 1885.                                            |
| MÁV Gépgyár                                      | A1II (301)                                       | 81                                               | MÁV                                              | –                                                | 27–36                                            | 220,017–026                                      | 1890.                                            |
| MÁV Gépgyár                                      | 302                                              | 82                                               | MÁV                                              | –                                                | 37–43                                            | 220,027–033                                      | 1891.                                            |
| WLF                                              |                                                  |                                                  | MÁV                                              | –                                                | 44–47                                            | 220,034–037                                      | 1894.                                            |
| Lf. v. Sigl                                      | 125.                                             |                                                  | MÁV                                              | –                                                | 48–51                                            | 220,038–041                                      | 1894.                                            |
| MÁV Gépgyár                                      | 303                                              | 86                                               | MÁV                                              | –                                                | 52–66                                            | 220,042–056                                      | 1895.                                            |
| MÁV Gépgyár                                      | 304                                              | 87                                               | MÁV                                              | –                                                | 67–77 78–81                                      | 220,057–067 220,068–071                          | 1895. 1896.                                      |
| MÁV Gépgyár                                      | 305                                              | 8                                                | KsOd                                             | –                                                | 41–43                                            | 41–43                                            | 1895.                                            |
| MÁV Gépgyár                                      | 306                                              | 89                                               | MÁV                                              | –                                                | 82–89 90–105                                     | 220,072–079 220,080–095                          | 1895. 1896.                                      |
| MÁV Gépgyár                                      | 307                                              | 812                                              | MÁV                                              | –                                                | 106–113                                          | 220,096–103                                      | 1897.                                            |
| MÁV Gépgyár                                      | 308                                              | 813                                              | MÁV                                              | –                                                | 114–146                                          | 220,104–136                                      | 1897.                                            |
| MÁV Gépgyár                                      | 309                                              | 817                                              | MÁV                                              | –                                                | 147–172                                          | 220,137–162                                      | 1898.                                            |
| MÁV Gépgyár                                      | 3010                                             | 819                                              | KsOd                                             | –                                                | 44–45                                            | 44–45                                            | 1898.                                            |
| MÁV Gépgyár                                      | 3011                                             | 820                                              | MÁV                                              | –                                                | 173–192                                          | 220,163–182                                      | 1899.                                            |
| MÁV Gépgyár                                      | 3012                                             | 823                                              | MÁV                                              | –                                                | 193–207                                          | 220,183–197                                      | 1900.                                            |
| MÁV Gépgyár                                      | 3013                                             | 830                                              | MÁV PBV                                          | –                                                | 208–211                                          | 220,201–204                                      | 1905.                                            |

A MÁV Ia. osztályú mozdonyainak állomásítása 1901-ben az alábbiak szerint alakult:
- Budapest-Keleti: 36 db,
- Budapest-Nyugati: 32 db,
- Miskolc és Zágráb: 20–20 db,
- Arad és Kolozsvár: 17–17 db,
- Temesvár: 16 db,
- Brassó: 10 db,
- Pozsony: 7 db,
- Érsekújvár és Piski: 6–6 db,

vagyis országszerte megtalálhatóak voltak. Az Ie. osztályú mozdonyok elterjedésével a fővárosi Ia. osztályú mozdonyok átkerültek a vidéki fűtőházakhoz és a távolsági gyorsvonatokat az első mozdonyváltó állomásokon vették át amazoktól (a fővárostól távolabb e vonatok egyre kevesebb kocsiból álltak). Ezeken kívül azonban minden gyengébb felépítményű fővonalon előfordultak mind gyors-, mind személyvonati szolgálatban.
Később a vidéki fűtőházakban is megjelentek az Ie. osztályú, illetve ekkor már 222 sorozatú mozdonyok, így onnantól a 220 sorozat járműveire az fővonalakat összekötő „átlós” vonalak kisebb tömegű, helyi személyvonatok továbbítását bízták.
1911-től a MÁV mozdonyai a 220,001–197 sorozatjelet és pályaszámokat kapták. A PBV mozdonyait a többitől elkülönülő 220,201–204 pályaszámcsoportba sorolták.

## Korszerűsítési kísérletek
A 220 sorozatú mozdonyok közül kettőt, a 222,051–052 pályaszámúakat 1914-ben Brotan–Deffner-rendszerű  kazánnal láttak el, további négyet (220,043, 220,091, 220,105 és 220,193) pedig túlhevítőssé alakítottak. Ez utóbbi mozdonyok hosszkazánjába 104 db 46,5/52 mm-es tűzcsövet és 18 db 119/127 mm átmérőjű füstcsövet építettek, a gépezetnél a hengerátmérő megtartása mellett a síktolattyúkat hengeres tolattyúkra cserélték ki, a gőzben járó alkatrészek kenésére pedig Friedmann-rendszerű kenőszivattyút alkalmaztak. Mint az alábbi táblázatból is látható, a mozdonyok teljesítménye jelentősen megnőtt:
| A túlhevítős 220 sorozatú mozdonyok engedélyezett vonatterhelései | A túlhevítős 220 sorozatú mozdonyok engedélyezett vonatterhelései | A túlhevítős 220 sorozatú mozdonyok engedélyezett vonatterhelései | A túlhevítős 220 sorozatú mozdonyok engedélyezett vonatterhelései | A túlhevítős 220 sorozatú mozdonyok engedélyezett vonatterhelései | A túlhevítős 220 sorozatú mozdonyok engedélyezett vonatterhelései | A túlhevítős 220 sorozatú mozdonyok engedélyezett vonatterhelései | A túlhevítős 220 sorozatú mozdonyok engedélyezett vonatterhelései |
| Pálya- emelkedés                                                  | 30 km/h                                                           | 40 km/h                                                           | 50 km/h                                                           | 60 km/h                                                           | 70 km/h                                                           | 80 km/h                                                           | 90 km/h                                                           |
| ----------------------------------------------------------------- | ----------------------------------------------------------------- | ----------------------------------------------------------------- | ----------------------------------------------------------------- | ----------------------------------------------------------------- | ----------------------------------------------------------------- | ----------------------------------------------------------------- | ----------------------------------------------------------------- |
| 0‰                                                                | 1300 t                                                            | 1035 t                                                            | 668 t                                                             | 489 t                                                             | 337 t                                                             | 236 t                                                             | 161 t                                                             |
| 5‰                                                                | 452 t                                                             | 404 t                                                             | 305 t                                                             | 226 t                                                             | 164 t                                                             | 119 t                                                             | 82 t                                                              |
| 10‰                                                               | 248 t                                                             | 229 t                                                             | 174 t                                                             | 129 t                                                             | 93 t                                                              | 65 t                                                              | 42 t                                                              |
| 16‰                                                               | 145 t                                                             | 134 t                                                             | 100 t                                                             | 71 t                                                              | 47 t                                                              | –                                                                 | –                                                                 |
| 25‰                                                               | 73 t                                                              | 67 t                                                              | 45 t                                                              | –                                                                 | –                                                                 | –                                                                 | –                                                                 |

A MÁV mozdonyainak nagyjavítását műhelyei között 1918-tól nem területenként, hanem típusonként osztotta el. A 220 sorozat mozdonyainak nagyjavítására a Miskolci Műhelyt jelölték ki.

## Az első világháború után
A vesztes első világháború után az elszakított területeken maradt, a tanácsköztársaság bukását követő román megszállás során elhurcolt, valamint a trianoni békeszerződés következtében az utódállamoknak ítélt vasúti járművek között a 220 sorozatú mozdonyok nagy része is a határokon túlra került. A mozdonyok eloszlása az alábbiak szerint alakult:
- MÁV: 68 db
- CFR: 79 db
- ČSD: 6 db
- SHS: 47 db
- FS: 1 db

A megmaradt mozdonyokat a MÁV 1926. január 1-jétől új pályaszámcsoportokba tervezte sorolni.  Az átszámozást végül nem hajtották végre.
 A megmaradt mozdonyokat a MÁV a lecsökkent forgalom és a korszerűbb gyorsvonati mozdonyok üzembe állása miatt fokozatosan könnyű személyvonati szolgálatra rendelték, majd kevés kivétellel javítás nélkül félreállították, vagy letétbe helyezték. A Magyarországon maradt 220-asok 1920-as–30-as évekbeli eloszlását az alábbi táblázat szemlélteti:
| A 220 sorozatú mozdonyok állomásítása az 1920–30-as években | A 220 sorozatú mozdonyok állomásítása az 1920–30-as években | A 220 sorozatú mozdonyok állomásítása az 1920–30-as években | A 220 sorozatú mozdonyok állomásítása az 1920–30-as években | A 220 sorozatú mozdonyok állomásítása az 1920–30-as években |
| Honállomás                                                  | 1925. október                                               | 1927. május                                                 | 1930. február                                               | 1933. január                                                |
| ----------------------------------------------------------- | ----------------------------------------------------------- | ----------------------------------------------------------- | ----------------------------------------------------------- | ----------------------------------------------------------- |
| Budapest-Keleti                                             | –                                                           | –                                                           | 7                                                           | 3                                                           |
| Budapest-Északi                                             | 1                                                           | 1                                                           | 1                                                           | 2                                                           |
| Szolnok                                                     | 7                                                           | 8                                                           | 9                                                           | 12                                                          |
| Cegléd                                                      | –                                                           | 2                                                           | –                                                           | –                                                           |
| Győr                                                        | 10                                                          | 12                                                          | 9                                                           | 13                                                          |
| Komárom                                                     | 3                                                           | –                                                           | –                                                           | –                                                           |
| Vác                                                         | –                                                           | –                                                           | 1                                                           | –                                                           |
| Székesfehérvár                                              | –                                                           | –                                                           | –                                                           | 3                                                           |
| Miskolc                                                     | 16                                                          | 16                                                          | 11                                                          | 17                                                          |
| Sátoraljaújhely                                             | 10                                                          | 8                                                           | 9                                                           | 3                                                           |
| Dombóvár                                                    | –                                                           | –                                                           | 13                                                          | 10                                                          |
| Pécs                                                        | 5                                                           | 5                                                           | 3                                                           | 1                                                           |
| Debrecen                                                    | 9                                                           | 9                                                           | 1                                                           | 1                                                           |
| Püspökladány                                                | 5                                                           | 5                                                           | 4                                                           | 3                                                           |
| Békéscsaba                                                  | 2                                                           | 2                                                           | –                                                           | –                                                           |
| Állagban összesen                                           | 68                                                          | 68                                                          | 68                                                          | 68                                                          |
| Üzemben összesen                                            | 50                                                          | 40                                                          | 50                                                          | 17                                                          |

A mozdonyok egy részét ezek után selejtezték, 1940 elejére összesen 47 db maradt állagban. A selejtezés a háború alatt is folytatódott, 1940-ben 3, 1941-ben 5, 1942-ben 5 db mozdony került a selejtezőbizottságok elé, két további példányt hengereitől és rudazatától megfosztva fűtőgéppé minősítettek át, egy harmadik 220-as kazánját pedig stabil fűtőtelepbe építették.
 A megmaradt 220-asok közül 1943-ban 1 db Rákos, 11 db Szolnok, 5 db Győr, 4 db Székesfehérvár, 4 db Pelsőc és 8 db Debrecen fűtőházhoz tartozott. A tapasztalatok szerint a mozdonyok a háború éveiben 100 elegytonna-kilométerenként 13,5–16,1 kg szenet és 6,7 gramm meleg-, illetve 13,2 gramm hidegkenő-olajat fogyasztottak.

A harcok befejezésekor az 1944-ben még meglévő 32 db-ból hét mozdony maradt csak az újra hivatalossá vált trianoni határok között, majd rövidesen még egy mozdony került haza. Négy 220-asra a Vörös Hadsereg „T” hadizsákmány-jele került. Az egyes országok között, a háború alatt összekeveredett járműpark rendezéséről, „restitúciójáról” született megállapodások nyomán 1945–1950 között Ausztriából hat, Németország területéről két 220-as tért haza. A MÁV a megmaradt példányoka 1950–1952 között törölte az állományából.

### Románia
A CFR a mozdonyokat az eredeti, MÁV-számozás megtartásával üzemeltette tovább. Honos fűtőházuk többek között Temesvár, Brassó és Marosvásárhely voltak, ahonnan 1938-ig személyvonati szolgálatot teljesítettek. A mozdonyokat 1945-ig selejtezték.

### A 220-as sorozat Csehszlovákiában
A KsOd 1921-es államosítása során mind annak mind az öt Ia. osztályú mozdonya is a Csehszlovák Államvasutakhoz (ČSD) került. A ČSD az első években szintén a korábbi sorozat- és pályaszámokon üzemeltette a járműveket. A Monarchia vasúttársaságai járműparkjának végleges felosztása után, 1925-ben bevezetett jelölési rendszernek megfelelően a mozdonyokat és szerkocsijukat külön-külön sorozat- és pályaszámmal látták el: a MÁV-eredetű mozdonyok a 264.501–06, míg a KsOd-tól származóak a 254.401–05 pályaszámokat kapták. A csehszlovák vasútvonalakon a mozdonyok kizárólag a szlovák részen voltak láthatók. A Csehszlovákiába került mozdonyok nem éltek meg olyan hosszú kort, mint magyarországi társaik: a típus selejtezése 1937-ben fejeződött be a 264.501-es pályaszámú mozdonnyal.

### Jugoszlávia
Az SHS a mozdonyok nagy részét fokozatosan leselejtezte, utódja, a JDŽ már csak nyolcnak jelölt ki új pályaszámot, melyeket végül 1933-ban csak öt gép (102-003–004 és 102-006–008) kapott meg és a második világháború kitöréséig egy kivételével ezeket is törölték az állagból.

## Napjainkban
A manapság egyetlen megmaradt üzemképes mozdony – 220.194 – a Magyar Vasúttörténeti Parkban üzemel az eredeti 204-es pályaszámmal.